# Фридрих (граф Вердена)
Фредерик Верденский (фр. Frédéric de Verdun; ум. 6 января 1022) — граф Вердена в 998—1020 годах и Кастра в 1000—1020 годах из Арденского дома.

## Биография
Согласно Gesta Episcoporum Virdunensium и Chronica Albrici Monachi Trium Fontium, сын Готфрида I — графа Вердена, Метингау и Бидгау, и Матильды Саксонской, дочери Германа I Биллунга и Хильдегарды Вестербургской. Племянник Адальберона — архиепископа Реймса, брат Адальберона II — епископа Вердена.
Родился около 965 года (не ранее 963, когда поженились его родители). Наследовал отцу между 998 и 1002 годами. Как старший сын получил графство Верден. Его младший брат и соправитель Готфрид I в 1012 году стал герцогом Нижней Лотарингии.
В документе, датированном 5 мая 1005 года, Фредерик назван графом Кастра (comitatu predicti Frederici comitis qui vocatur Castricensis). До этого графом Кастра был умерший не ранее 989 г. Манассе I, который также был графом Ретеля, Омона и Мезьера.
Около 1020 года Фредерик, находившийся в возрасте, который по тем временам считался весьма почтенным, отрёкся от всех титулов и владений и удалился на покой в аббатство Сен-Ванн. Там он и умер — согласно некрологу — 6 января 1022 года. О его жене и детях ничего не известно.